# دساس مصري
دساس مصري (بالإنجليزية: Egyptian Sand Boa) (باللاتينية: Gongylophis colubrinus) هو ثعبان غير سام يتبع فصيلة البوائيات.